# Плундри

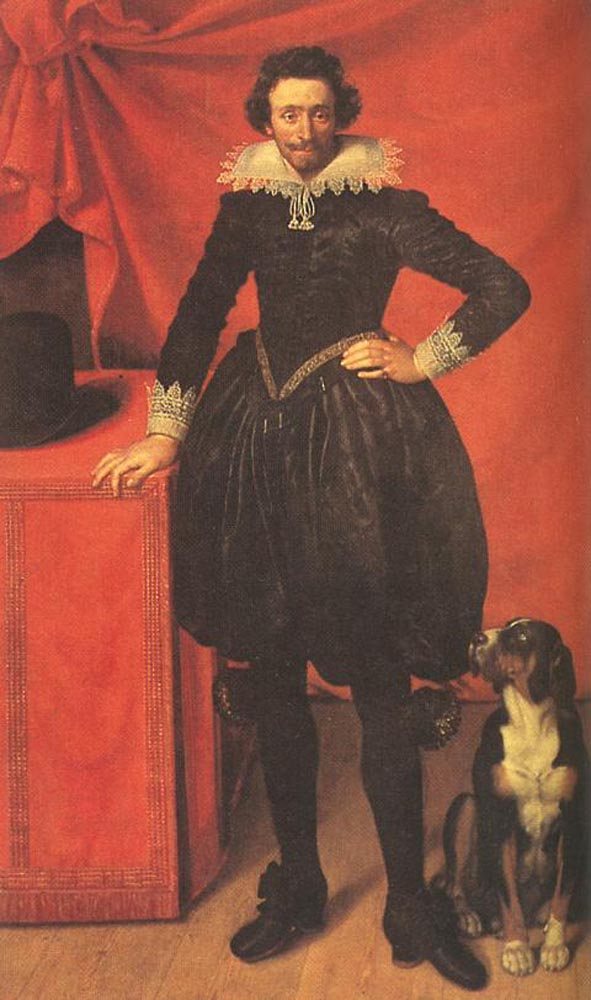
Чоловік, одягнений в плундри на картині роботи Ф. Пурбуса. 1610 рік

Плу́ндри[джерело?] або шаравони[джерело?] (нім. Pluderhosen, від Pludern — виступаючі, опуклі; Hosen — штани), шо́си[джерело?] (фр. chausse) — короткі, мішкуваті чоловічі штани з тканини або оксамиту, з вертикальними прорізами, що показують підкладку, тому їх також називали штани з начинкою.
Плундри належать до найбільш екстравагантних явищ в історії одягу. Чим більш дивно вони виглядали, тим простіший був їх крій. Відрізнялися вони від колишніх штанів величиною, кроїлися набагато ширше, ніж нога, і збиралися навколо тіла в густі зборки.
Плундри розширювалися до середини стегна або коліна. Були частиною палацового або військового наряду, які носили в Європі з другої половини XVI століття, у Польщі в XVII—XVIII століттях називалися плудри.
Будь-які штани довжиною вище коліна. Спортивні штани. Довжина і ширина цього виду штанів, нагадують історичні плундри, часто змінювалася. Зараз правильним вважається крій, якщо вони спускаються нижче колінної чашечки на ширину долоні.

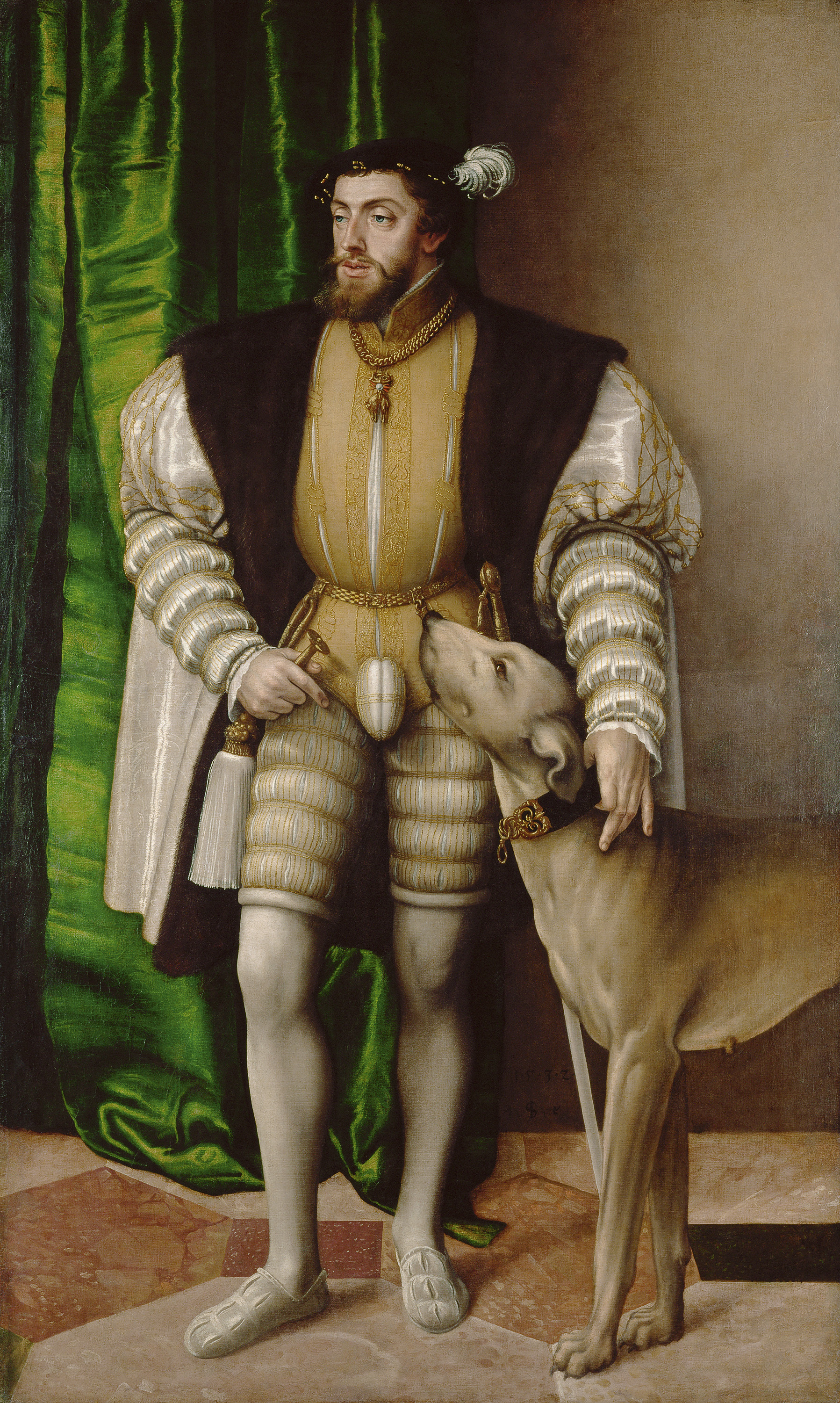
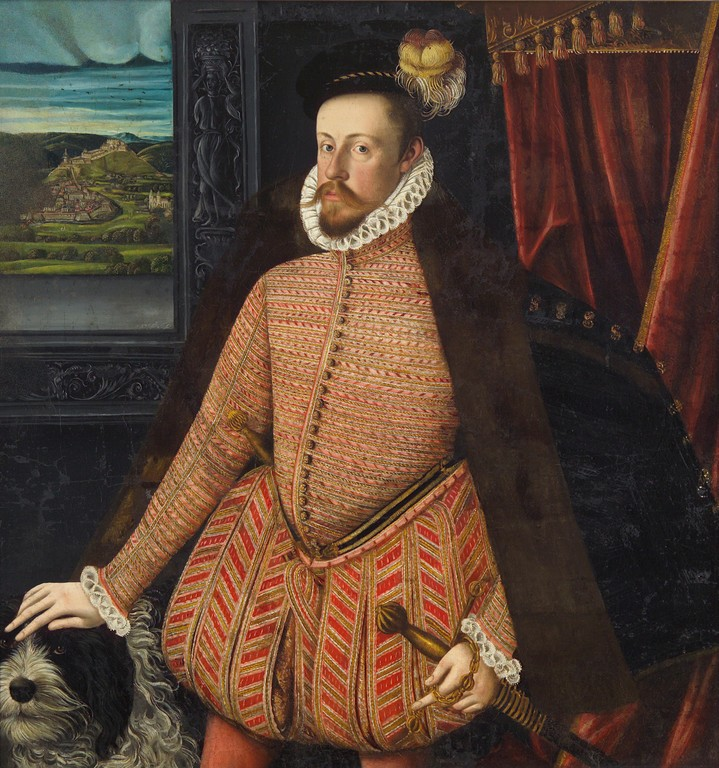
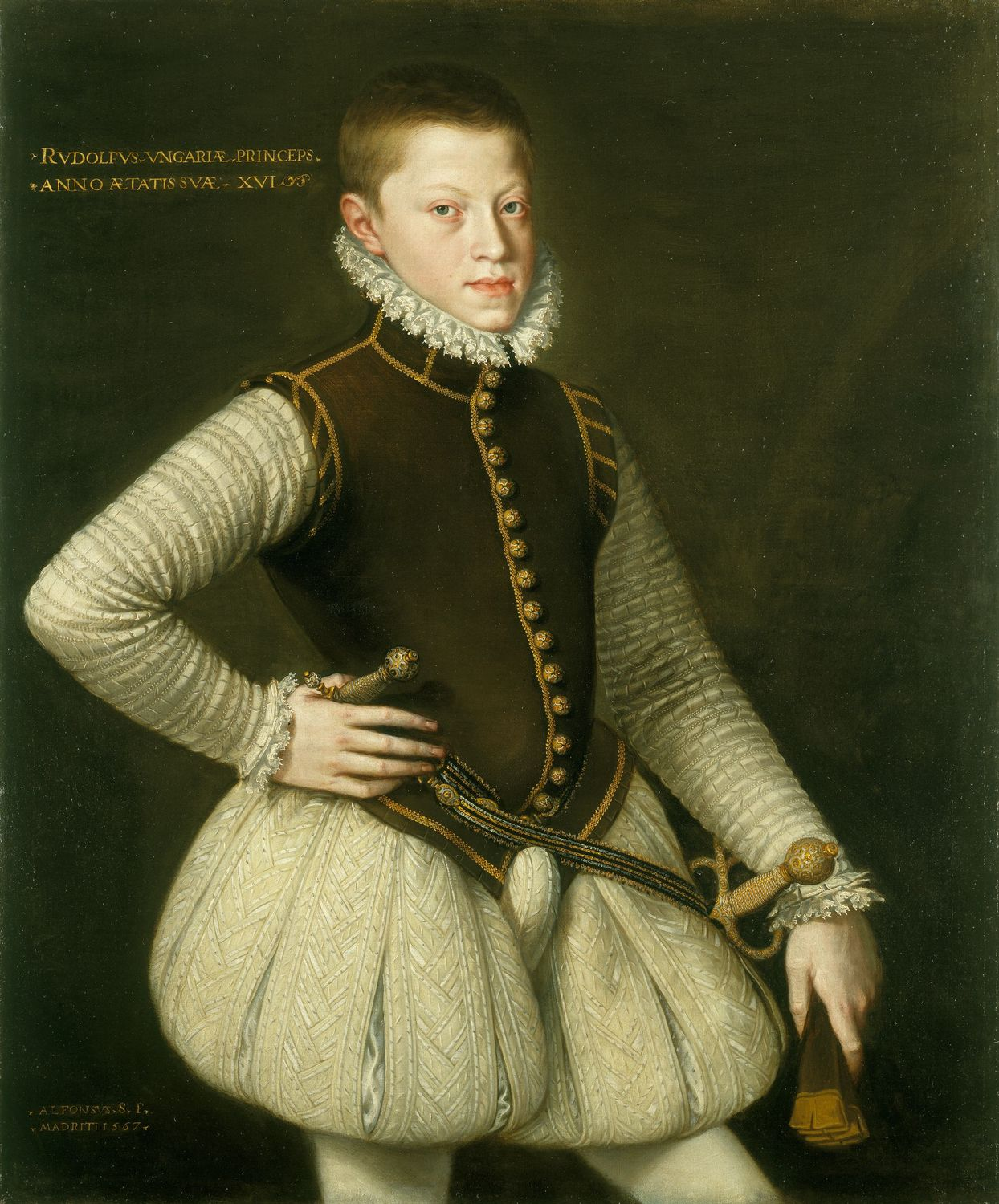
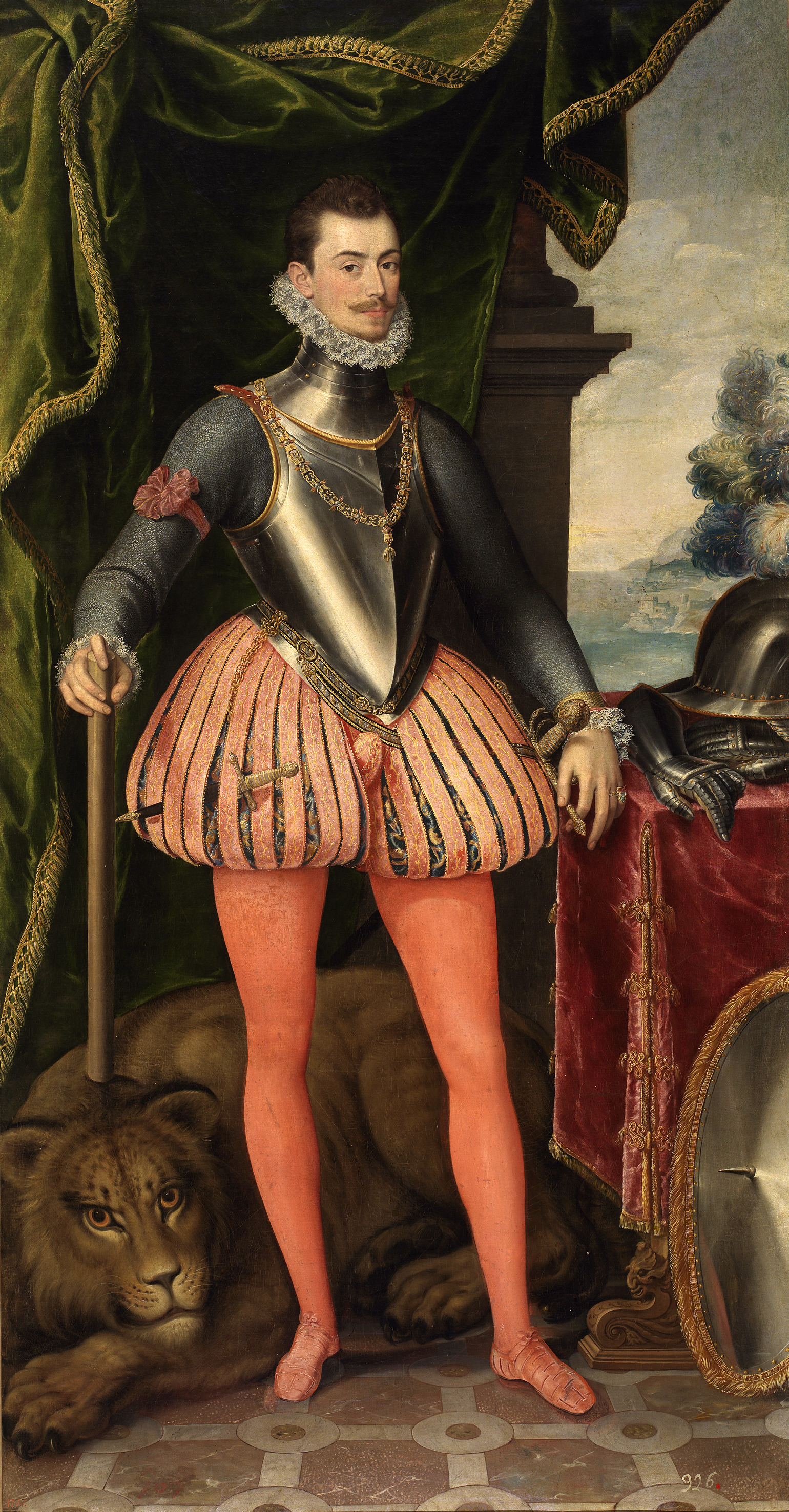